# Das Erste: Mediathek
Die Das Erste: Mediathek war das Onlinevideothek- und Video-on-Demand-Angebot des Ersten Deutschen Fernsehens. Das Angebot wurde erstmals auf der IFA 2007 vorgestellt und im Mai 2008 gestartet. Seit dem Relaunch im Februar 2011 präsentierte sich die Video-on-Demand-Plattform in einem neuen Design.
Redaktionell betreut wurde sie von der Online-Redaktion DasErste.de in München. Seit August 2019 existiert die Das Erste Mediathek in dieser Form nicht mehr als eigenständiges Angebot auf der Website des Senders. Stattdessen erfolgt seitdem eine Weiterleitung auf die ARD Mediathek, in die Das Erste als Channel integriert wurde.

## Programm
Aktuell können in der Das Erste Mediathek rund 90 regelmäßige Sendungen und Reihen als Video-on-Demand in voller Länge sowie als Einzelbeiträge oder als Zusammenfassungen abgerufen werden. Die Videos werden dabei je nach redaktioneller Veranlassung und Verfügbarkeit der Rechte unterschiedlich lange vorgehalten, die Zeitspanne reicht dabei von 24 Stunden (bei bestimmten Sportgroßereignissen) bis hin zu einem Jahr. Ausgewählte Formate wie das ARD-Morgenmagazin und das ARD-Mittagsmagazin, die Tagesschau, die Tagesthemen und das Nachtmagazin sowie Rote Rosen, Sturm der Liebe und meist auch der Fernsehfilm um 20:15 werden als Livestream angeboten. Einige Sendungen können darüber hinaus als Audio- oder Video-Podcast abonniert und heruntergeladen werden.
Alle Inhalte stehen, aufgrund der verwendeten Übertragungstechnik (per Internet), prinzipiell weltweit zur Verfügung und sind ohne Zusatzkosten abrufbar. Als Ausnahme davon werden einzelne Livestreams von Sportgroßereignissen wie der Fußball-EM mit Hilfe der IP-Adresse (Geoblocking) national begrenzt.
Das Angebot an Sendungen wird kontinuierlich erweitert. Aktuell reicht die Spannbreite von Filmen (Tatort, Polizeiruf 110) und Serien (Sturm der Liebe, Großstadtrevier, Um Himmels Willen) über Nachrichten, politische Magazine und Talksendungen (Tagesschau, Anne Will, Hart aber fair und Maischberger, Weltspiegel) sowie Unterhaltungssendungen (extra 3, nuhr im Ersten, Die Carolin Kebekus Show) bis hin zu Ratgebern und Kindersendungen wie Die Sendung mit der Maus. Bestimmte fiktionale Produktionen oder eingekaufte Spielfilme können jedoch derzeit aufgrund der Rechtelage nicht in der Mediathek bereitgestellt werden.

Alle Videoinhalte des Ersten sind über die ARD Mediathek, das übergreifende Audio- und Video-Portal der ARD-Landesrundfunkanstalten und Gemeinschaftseinrichtungen, abrufbar. Hier werden die multimedialen Angebote der Radiowellen, der Dritten Programme und des Ersten thematisch gebündelt. Beide Mediatheken basierten auf der gleichen technischen Plattform.

Logo bis 2014
Logo bis 2019
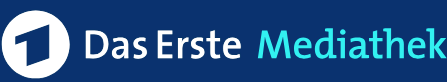
Negativversion bis 2019

## Navigation
Die Videos konnten auf verschiedenen Wegen angewählt werden: „Sendungen A–Z“ bot eine alphabetische Auflistung aller verfügbaren Formate. „Top-Videos“ gab einen Überblick über die neuesten und die am häufigsten gesehenen Clips wieder. Der Bereich „Themen“ lieferte eine nach Genres geordnete Auflistung der Sendungen. Unter „Live“ wurden alle Livestreams angekündigt und der Menüpunkt „Sendung verpasst“ zeigte auf einen Blick welche Sendungen als Video on Demand vorlagen. „Podcast“ führte zu einer Übersicht der verfügbaren Podcast- und Downloadinhalte. Die Startseite beinhaltete einen Querschnitt der verschiedenen Suchmöglichkeiten und kündigte mit dem Hinweis „Jetzt live“ aktuelle Echtzeitübertragungen an.

## Auflösungen und Formate
Die als Video-on-Demand angebotenen Sendungen werden in den Formaten Flash (Windows, OS X und Linux), Windows Media (nur Windows und OS X) und HTML5 (alle), jeweils in verschiedenen Auflösungen sowohl für Modem als auch DSL optimiert, bereitgestellt. Seit September 2008 werden einige Inhalte zusätzlich in einer noch höher aufgelösten Version (HQ = High Quality) angeboten. Podcasts können im Format QuickTime MPEG4 / H.264 (Video) oder MP3 (Audio) heruntergeladen, Live-Streams in den Formaten Windows Media und RealVideo (nur Windows) abgerufen werden. Je nach Format der Fernsehsendung werden die Videos in verschiedenen Formaten ausgestrahlt.

## Sendungen
Alle Sendungen in der Mediathek stehen in der Regel spätestens am Tag nach der Ausstrahlung als Video-on-Demand bereit. Regelmäßige Sendungen, die in voller Länge abrufbar sind oder waren, sind z. B.:
- Anne Will
- ARD-Buffet
- ARD-Brennpunkt
- ARD-Morgenmagazin
- ARD-Ratgeber
- Bericht aus Berlin
- Beckmann
- Börse vor acht
- Das Wetter im Ersten
- Das Wort zum Sonntag
- Die Kanzlei
- Die Pfefferkörner
- Dittsche
- Druckfrisch
- Fakt
- Großstadtrevier
- Hart aber fair
- In aller Freundschaft
- Kontraste
- Kopfball
- Lindenstraße
- Live nach neun
- Mainz bleibt Mainz
- Marienhof
- Maischberger
- Nachtmagazin
- Neuneinhalb
- nuhr im Ersten
- Panorama
- Plusminus
- Polizeiruf 110
- Presseclub
- Report Mainz
- Report München
- Rote Rosen
- die Sendung mit der Maus
- Sturm der Liebe
- Tagesschau
- Tagesthemen
- Tatort
- ttt – titel, thesen, temperamente
- Um Himmels Willen
- Verbotene Liebe
- Weltreisen
- Weltspiegel
- Wissen macht Ah!
- Wissen vor acht
- Wochenspiegel
- W wie Wissen